# Pigmy Love Circus
Pigmy Love Circus est un groupe de rock américain fondé en 1987 à Los Angeles. Le batteur de Tool, Danny Carey a rejoint le groupe en 1992.

## Discographie
- I'm The King Of L.A. ...I Killed Axl Rose Today (1989)
- Beat on the Brat (1990)
- Live (1990)
- Drink Free Forever (1992)
- When Clowns Become Kings (1992)
- Drug Run to Fontana (1995)
- The Power of Beef (2004)